# イノセント (飲料ブランド)
イノセント（InnocentDrinks イノセントジャパン合同会社）は、イギリスのロンドンに本社を置く飲料ブランドである。スムージーをはじめとするドリンクを製造・販売しており、日本では2019年7月より販売を開始した。企業理念は「おいしくて、いいこと」。

## 概要
1999年にロンドンで、当時ケンブリッジ大学の同級生だったリチャード・リード、アダム・バロン・ジョン・ライトの3人によって設立された。現在ではヨーロッパ20ヶ国以上で展開をしている。2018年9月にイノセントジャパン合同会社を設立し、2019年7月にはアジアで初となる日本でのドリンクの販売を開始した。
2021年9月30日をもって、日本国内でのすべての製品供給を終了した。

## 製品
イノセントの製品「まんま、飲むフルーツ」は、フルーツを使用したスムージーやジュース。
2019年7月に日本で販売開始した際の製品は、『おおまじめストロベリー』『やんごとなきマンゴー』『ゴージャスグリーン』のスムージー3種。
2020年4月のリニューアルの際に、ゴージャスグリーンから『やんちゃなキウイ』に交代した。
2021年4月にスムージーの『すべらないバナナ』、ストレートジュースの『どんだけオレンジジュース』『ひたむきアップルジュース』を発売した。
2020年の夏に東京オリンピック・パラリンピック公式スムージーとして『ひと夏のキャロット』『うたかたのパイン』が発売され、投票で勝利した『うたかたのパイン』は2021年に『イノセント東京2020ゴールドボトル』として再登場、というアナウンスがなされていたが、発売されなかった。

## チャリティー活動
イノセントは毎年利益の10%をチャリティーへ寄付している。またビッグニットプロジェクトという、小さなニット帽をボトルに被せて販売するプロジェクトも行っており、1本の売上につき25円を日本財団へ寄付していた。